# Lukas Ruegg
Lukas Rüegg (Russikon, 9 de setembro de 1996) é um desportista suíço que compete em ciclismo na modalidade de pista; ainda que também disputa carreiras de estrada. Nos Jogos Europeus de 2019 obteve uma medalha de bronze na prova de perseguição por equipas.

## Medalheiro internacional
| Jogos Europeus | Jogos Europeus        | Jogos Europeus    | Jogos Europeus          |
| Ano            | Lugar                 | Medalha           | Competição              |
| -------------- | --------------------- | ----------------- | ----------------------- |
| 2019           | Minsk ( Bielorrússia) | Medalha de bronze | Perseguição por equipas |